# Shine (Douwe Bob)
Shine is een nummer van de Nederlandse singer-songwriter Douwe Bob uit 2018. Het is de eerste single van zijn vierde studioalbum The Shape I'm In.
Met "Shine" gaat Douwe Bob muzikaal een andere kant op dan hij eerder deed; hij verklaarde iets anders te willen dan een 'seventiensband-vibe'.
Ondanks dat het nummer slechts een 1e positie in de Tipparade behaalde, werd "Shine" wel een grote radiohit in Nederland. Ook in Vlaanderen bereikte het nummer de Tipparade.